# 亞歷山德魯伊萬庫扎鄉 (雅西縣)
47°08′00″N 26°51′00″E / 47.1333°N 26.85°E
亞歷山德魯伊萬庫扎鄉（羅馬尼亞語：Comuna Alexandru I. Cuza, Iași），是羅馬尼亞的鄉份，位於該國東北部，由雅西縣負責管轄，面積49平方公里，海拔高度200米，2007年人口2,996，人口密度每平方公里62人。